# Liodrosophila longiaristata
Liodrosophila longiaristata är en tvåvingeart som beskrevs av Takada, Momma och Hiroshi Shima 1973. Liodrosophila longiaristata ingår i släktet Liodrosophila och familjen daggflugor. Inga underarter finns listade i Catalogue of Life.